# Céline Minard
Céline Minard (geboren 1969 in Rouen) ist eine französische Schriftstellerin.

## Leben
Céline Minard studierte Philosophie und arbeitete danach zunächst als Buchhändlerin. Sie hielt sich zeitweise in den USA auf und lebt in Paris.
In ihrem ersten Roman ging Minard mit einem literarischen Großneffen des französischen Philosophen Jean-Jacques Rousseau einen Weg, den Rousseau in seiner Jugend erwandert hatte.
In ihren Büchern zeigt die Autorin eine große Bandbreite an Themen, Genres und Erzählweisen. So handeln ihre Romane Le Dernier Monde von einem Astronauten bei dessen Rückkehr auf eine inzwischen verlassene Erde, Bastard Battle von einer asiatischen Schwertkämpferin im mittelalterlichen Chaumont, und in dem Western Faillir être flingué schließt sich das verwaiste Indianermädchen „Über-die-Ebene-fließendes-Wasser“ einem Siedlertreck an. Mit ihren bislang (2016) neun Büchern hat Minard einige wichtige Preise gewonnen, darunter 2011 den Franz-Hessel-Preis für So long, Luise.

## Werke (Auswahl)
- R. Comp’Act, 2004
- La Manadologie. Musica Falsa Éditions, 2005
- Le Dernier Monde. Denoël, 2007
- Bastard battle. Léo Scheer, 2008
- Olimpia. Denoël, 2010
- So long, Luise. Denoël, 2011
  - So long, Luise. Roman. Übersetzung Nathalie Mälzer. Matthes & Seitz, Berlin 2016, ISBN 978-3-95757-324-7
- Faillir être flingué. Rivages, 2013
  - Mit heiler Haut. Roman. Übersetzung Nathalie Mälzer. Matthes & Seitz, Berlin 2014, ISBN 978-3-95757-100-7
- KA TA, emballé par scomparo. Rivages, 2014
- Le Grand Jeu. Rivages, Paris 2016
  - Das große Spiel. Roman. Übersetzung Nathalie Mälzer. Matthes & Seitz, Berlin 2018, ISBN 978-3-95757-526-5